# Provincia Cardenal Caro
La provincia Cardenal Caro è una delle province della regione cilena di Libertador General Bernardo O'Higgins il capoluogo è la città di Pichilemu.	
La provincia è costituita da sei comuni:
- La Estrella
- Litueche
- Marchigüe
- Navidad
- Paredones
- Pichilemu